# Centre Republicà (Castelldans)
El Centre Republicà és una obra del municipi de Castelldans (Garrigues) inclosa en l'Inventari del Patrimoni Arquitectònic de Catalunya.

## Descripció
És un edifici de planta baixa i pis, fet de pedres petites sense desbastar vistes al primer pis i arrebossat a la planta baixa; està cobert amb teula àrab. La façana té una composició simètrica i ordenada: damunt de cada porta de la planta baixa hi ha un balcó; la porta central és de coberta plana i les laterals, amb arc de mig punt; enmig de les portes hi ha petites finestres quadrades

## Història
Abans de la guerra (1936- 1939) havia estat el Centre Republicà, aleshores hi havia un cafè i una sala de reunions al primer pis; i un cinema i una sala de balls als baixos. Durant molt de temps s'utilitzà només com a magatzem.
En algun moment a finals dels setanta, principis dels vuitanta, el solar passa altre cop a ser propietat d'Esquerra Republicana de Catalunya i torna a ser seu de festes populars i altres reunions. A principis dels noranta es feren reformes als interiors però respectant-ne la façana amb la intenció d'ubicar-hi una llar de jubilats.
Segons la gent del poble, aquest local mai fou seu del centre republicà; aquesta hauria estat a l'actual museu de l'oli.